# Amtsgericht Burghausen

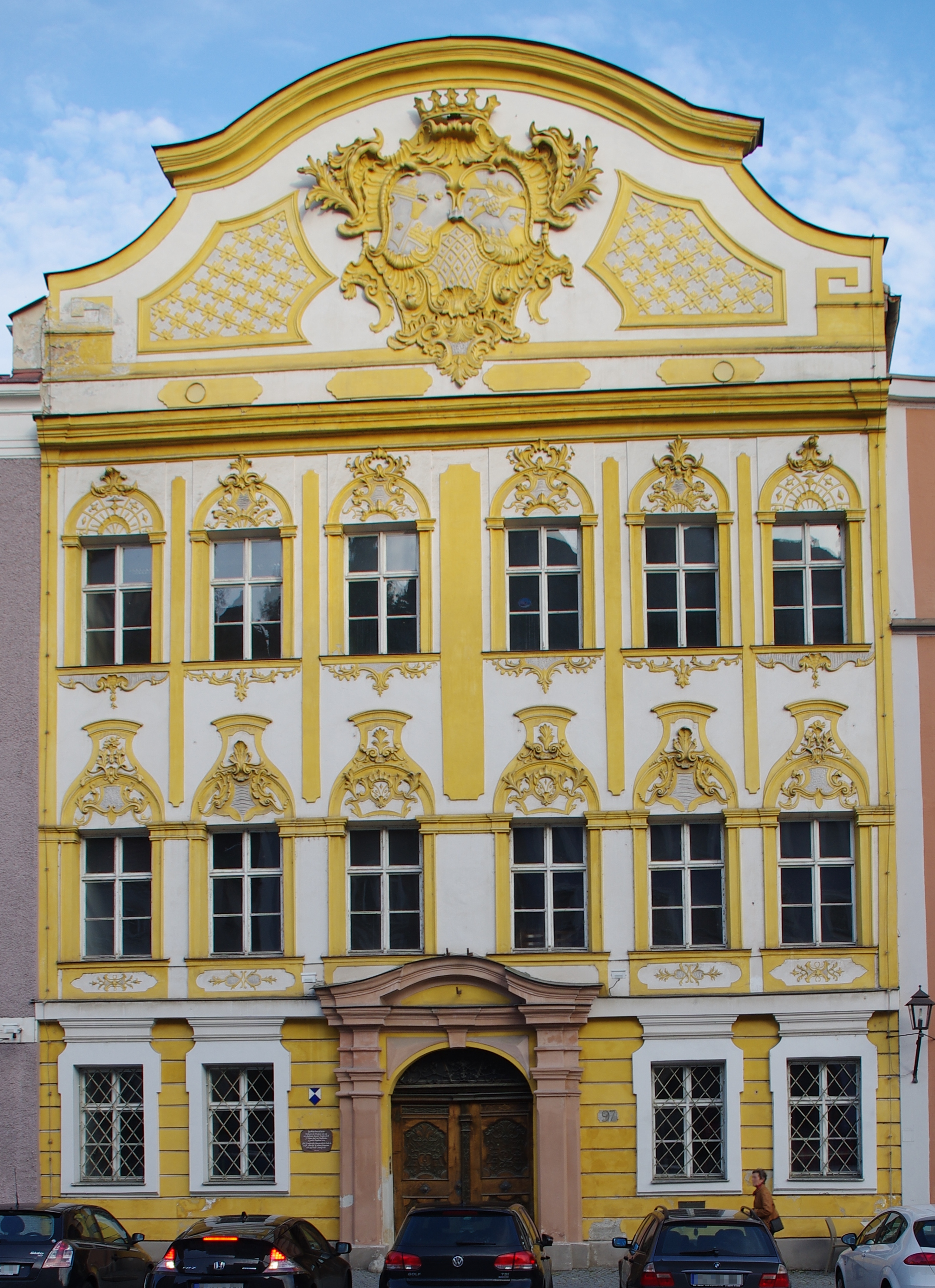
Das Taufkirchen-Palais am Stadtplatz in Burghausen war von 1959 bis 2006 Sitz des Amtsgerichts

Das Amtsgericht Burghausen war ein von 1879 bis 2006 bestehendes Amtsgericht mit Sitz in Burghausen. Es war seit 1973 eine Zweigstelle des Amtsgerichts Altötting.

## Geschichte
Burghausen war Sitz eines der vier Rentämter des Herzogtums Bayern. Im Jahre 1779 wurde Burghausen Grenzstadt mit dem Verlust des Innviertels als Hinterland. Im Jahre 1803 wurde im Verlauf der Verwaltungsneugliederung Bayerns das Landgericht Burghausen errichtet. Obwohl zum Bezirksamt Altötting zugehörig, kam es anlässlich der Einführung des Gerichtsverfassungsgesetzes am 1. Oktober 1879 zur Errichtung eines Amtsgerichts in Burghausen. Dieses Amtsgericht, das für Burghausen und die Gemeinden des Umlandes (Burgkirchen an der Alz, Dorfen, Feichten an der Alz, Gufflham, Haiming, Halsbach, Kirchweidach, Mehring, Neukirchen an der Alz, Oberzeitlarn, Piesing, Raitenhaslach, Schützing und Wald an der Alz) zuständig war, wurde 1973 aufgehoben und zur amtsgerichtlichen Zweigstelle des Amtsgerichts Altötting erklärt. Übergeordnete Instanzen waren das Landgericht Traunstein und das Oberlandesgericht München. Das Gericht war bis 1959 im heutigen Kollegbau des Kurfürst-Maximilian-Gymnasiums und danach bis 2006 im Taufkirchen-Palais am Stadtplatz von Burghausen untergebracht. Die Zweigstelle wurde zum 20. Juli 2006 aufgelöst.